# Biagio Pupini

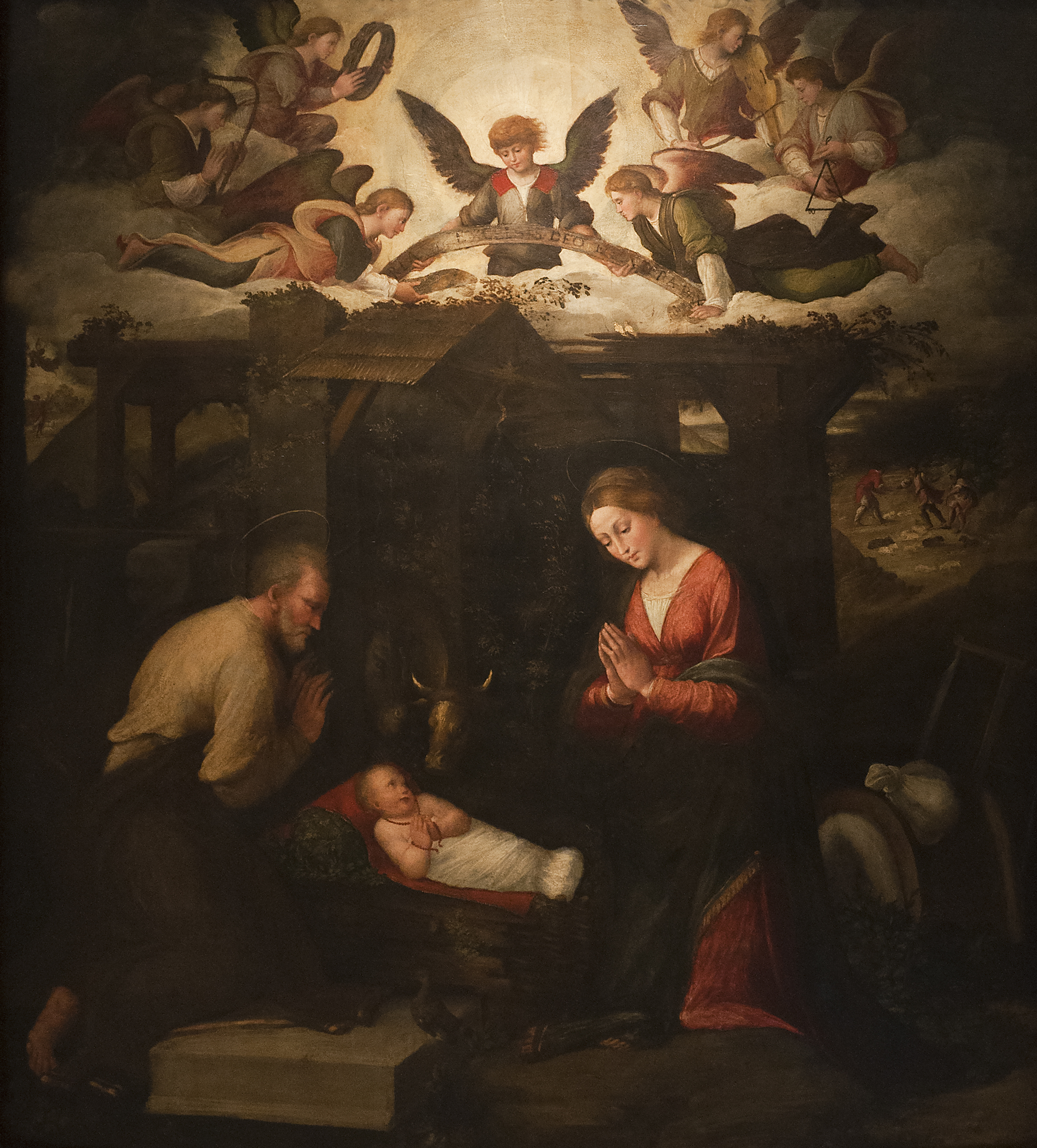
Biagio Pupini, Nascita di Gesù, 1525, Bologna Pinacoteca Nazionale

Biagio Pupini (Bologna, fine XV secolo – 1575 circa) è stato un pittore e disegnatore italiano.

## Biografia
L'attività di Biagio Pupini, detto anche Biagio delle Lame, esponente del manierismo di area bolognese, è documentata dal 1511 al 1575. Si formò con ogni probabilità nella bottega di Francesco Francia e ha più tardi collaborato con Bartolomeo Ramenghi, detto Il Bagnacavallo, agli affreschi della chiesa di San Pietro in Vincoli, a Faenza, chiesa che fu poi distrutta. Nel 1519 gli furono commissionati cartoni per le vetrate della Cappella della Pace, nella basilica di San Petronio, a Bologna, per cui dipinse una pala d'altare con Vergine col Bambino e santi (1524), oggi in collezione privata. Le sue dolcissime Madonne sono ispirate all'arte di Parmigianino.
Nell'Oratorio di Santa Cecilia, a Bologna, il dipinto Cecilia e Valeriano incoronati da un angelo e Cecilia disputa col prefetto Almachio sono attribuiti ad una stretta collaborazione fra il Bagnacavallo e Biagio Pupini. Nel Collegio di Spagna in Bologna Pupini, ad affresco, ha realizzato una Sacra Famiglia con santa Elisabetta, san Giovannino ed Egidio Albornoz, composizione ispirata a Raffaello.
Nel 1525, insieme a Girolamo da Carpi, ha decorato la sacrestia della chiesa di San Michele in Bosco, con le figure degli Evangelisti e con episodi del Vecchio Testamento, in uno stile ispirato a Polidoro da Caravaggio. Nel 1536 ha collaborato alle decorazioni della Villa d'Este a Belriguardo - detta la Delizia di Belriguardo - insieme ad altri artisti, tra cui Benvenuto Tisi da Garofalo, Battista Dossi, Camillo Filippi e Girolamo da Carpi. A Bologna ha lavorato per la chiesa di San Giuliano, per la Basilica di San Giacomo Maggiore (dove il dipinto Sant'Orsola con le compagne, 1551 circa, già attribuito a Biagio Pupini, è stato poi assegnato di Giacomo Raibolini, figlio di Francesco detto Il Francia) e per la chiesa di Santa Maria Labarum Coeli.

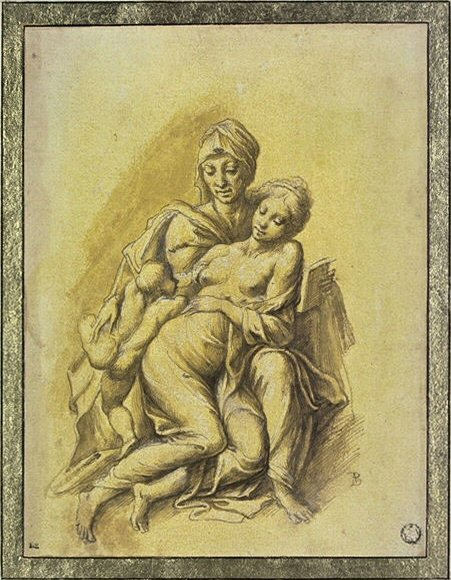
Biagio Pupini, Vergine, Bambino e sant'Anna, disegno (Louvre)

Nella raccolta di disegni di Giorgio Vasari erano compresi due disegni di Bagio Pupini: Ultima Cena e Sacra Famiglia con angeli e santi, oggi conservati al Louvre, dove sono presenti anche altri disegni di Pupini, fra cui Ruggiero libera Angelica e Angelica porta alla bocca l'anello magico. Il suo dipinto Madonna col Bambino e san Giovannino è alla Galleria Palatina (Palazzo Pitti), Firenze. Altri suoi disegni sono al Metropolitan Museum.
Nel 1535 Biagio Pupini fu eletto consigliere della città di Bologna e nel 1546 massaro della Compagnia delle Quattro Arti. Nel 1575 risulta iscritto alla Compagnia dei Bombasari e Pittori, data dopo la quale cessano informazioni che lo riguardano.